# Piotrków Kujawski (gmina)
Piotrków Kujawski est une gmina mixte du powiat de Radziejów, Couïavie-Poméranie, dans le centre-nord de la Pologne. Son siège est la ville de Piotrków Kujawski, qui se situe environ 10 km au sud de Radziejów et 55 km au sud de Toruń.
La gmina couvre une superficie de 138,62 km2 pour une population de 9 646 habitants.

## Géographie
La gmina est bordée par les gminy de Bytów, Czarna Dąbrówka, Dębnica Kaszubska, Kołczygłowy et Tuchomie.